# Salivă

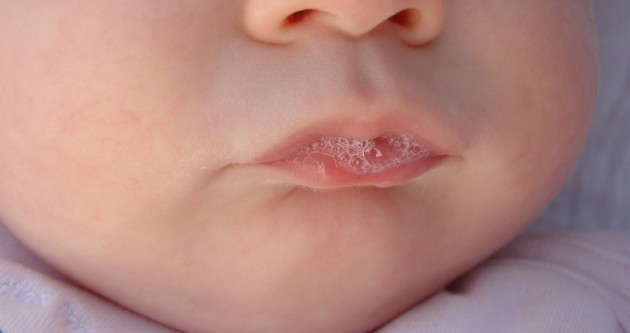
Salivă pe buzele unui bebeluș

Saliva este substanța fluidă, produsă de către glandele salivare în cavitatea bucală a mamiferelor. Se estimează că organismul uman produce între 1 și 1,5 litri de salivă pe zi, iar într-o viață 34.000 de litri. Cantitatea de salivă produsă într-o zi descrește odată cu înaintarea în vârstă și de asemenea după administrarea unor tratamente medicamentoase. Producția de salivă este relaționată cu ritmul circadian, astfel că în timpul nopții se produce o cantitate mică de salivă și de asemenea componența salivă diferă în funcție de stimuli. La vederea sau mirosirea hranei pH-ul salivei crește.
După locul producerii sale, se deosebesc trei tipuri de salivă:
- Salivă parotidiană – este o salivă de tip seros (salivă de masticație) secretată de glanda parotidă
- Salivă sublinguală – este o salivă vâscoasă, bogată în mucină (salivă de deglutiție) produsă de glanda sublinguală.
- Salivă submandibulară – este o salivă vâscoasă, bogată în mucină (salivă de deglutiție) produsă de glanda submandibulară.

## Compoziție
Conține 99 % apă, precum și microelemente, săruri dizolvate, enzime, proteine, aminoacizi, vitamine, mucus, precum și alte substanțe.
Compoziția chimică a salivei variază cu natura stimulilor secretori: originea salivei și fluxul de secreție. 1000 ml de salivă mixtă nestimulată conține 994 grame de H2O, 1 g de substanțe solide suspendate(celule epiteliale exfoliate, leucocite dezintegrate, microorganisme orale), 6 g de substanțe dizolvate (2 g substanțe anorganice și  4g substanțe organice).
Constituenți anorganici ai salivei: K+ = 31–131 mg/100; Na+ =30–151 mg/100; Ca2+ = 4,5–15 mg/100; Mg2+ = 0,3–1 mg/100; P total = 12–26 mg/100. După cum observam,ionii de K+,P+ se găsesc în cantitate mai mare în salivă decât în serul sanguin. Concentrația de Ca este intermediara celei din sângele arterial și venos, iar Na+ se afla în concentrație mai mică.
Constituenții anorganici ai salivei, pot influența indirect flora microbiana orala prin, presiunea osmotica, rolul activ sau inhibitor al unor enzime și valoarea potențialului redox. În salivă mai pot apărea următorii compuși organici străini: săruri de mercur și plumb, iod radioactiv, etc.
Compușii anorganici ai salivei se remarcă prin existența posibilității combinării unor ioni cu formare de compuși insolubili PO3 și CO3Ca, care se depun ca tartru pe dinți sau sub formă de calculi în glandele salivare. Constituenții organici ai salivei sunt: proteine, glucide, mucine, enzime, colesterol, vitamine, aminoacizi, hormoni. O parte din constituenții organici provin din alimente iar alții rezultă în urma metabolismului din cavitatea bucală precum și a florei microbiene orale.
Unii constituenți organici sunt tranzitorii, iar alții rămân în saliva un timp suficient de mult, încât sa influențeze flora microbiană orală (amino-acizii, glucidele și vitaminele servesc pentru nutriția florei microbiene).

## Funcții
Funcțiile salivei sunt:
- digestivă, saliva este esențială în formarea bolului alimentar; de asemenea prin efectul enzimelor pe care le conține
- menține pH-ul la 6,8:neutralizează mediul acid după mese sau mediul bazic care ar putea produce depunerea de săruri pe smalțul dinților
- protejează smalțul dinților, prin lubrifiere și pentru că regularizează pH-ul
- menține echilibrul hidric
- reparatoare prin mineralizare
- lubrificantă, ușurează mișcările gurii (vorbire etc)

## Secreție
Este secretată de glandele salivare parotide, sublinguale și submaxilare.